# John, II Simmons

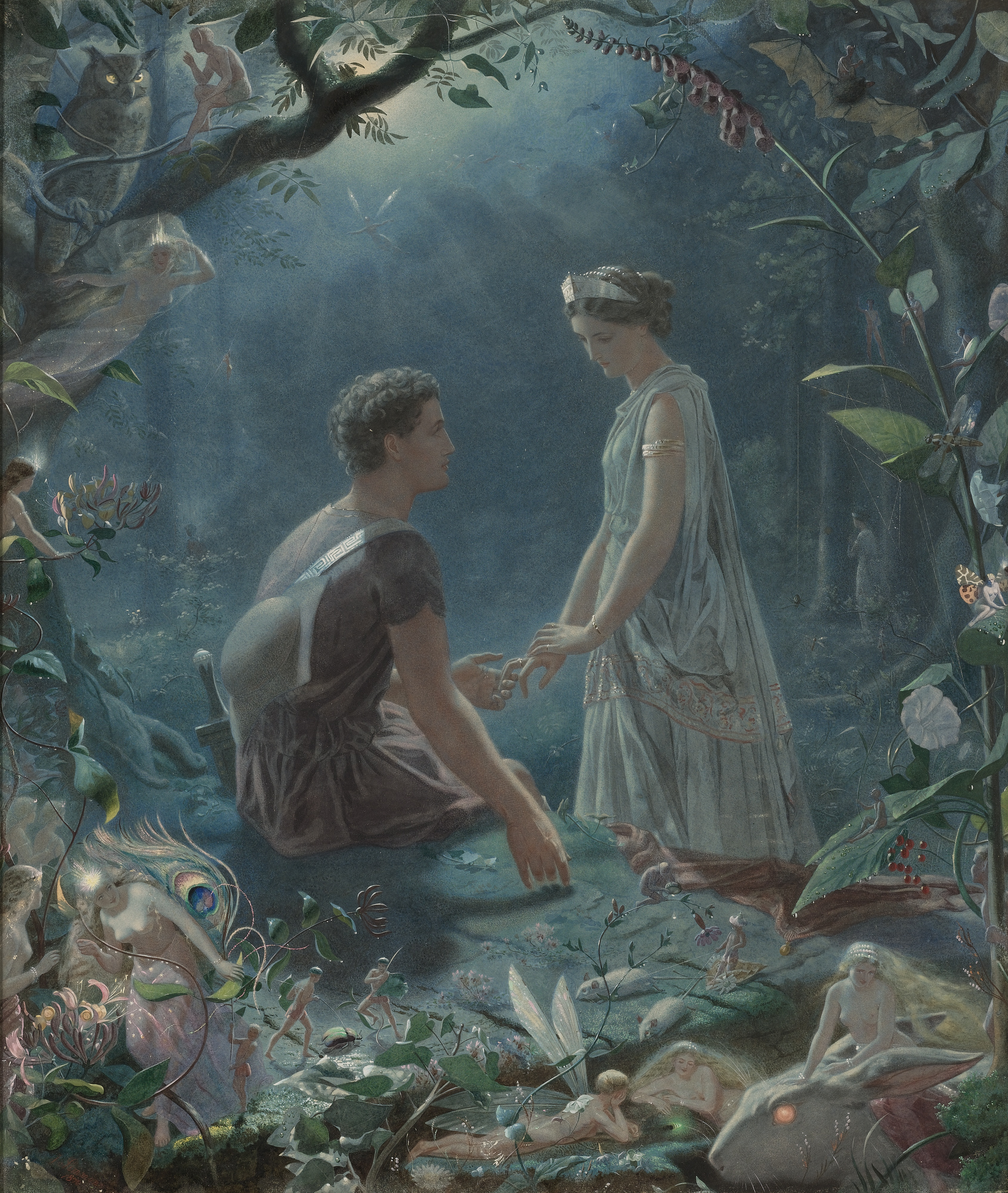
Hermia and Lysander: A Midsummer Night's Dream, acquerello (1870, 89 x 74 cm).

John Simmons (Bristol, 1823 – Bristol, 1876) è stato un pittore, illustratore, incisore e acquerellista inglese, capace anche di dipingere  in miniatura, ma è altresì noto per i suoi lavori ritraenti scene fatate e sovrannaturali, e per aver rappresentato tematiche scespiriane.